# Antolín Monescillo
Antolín Monescillo y Viso (Corral de Calatrava, 2 de septiembre de 1811 – Toledo, 11 de agosto de 1897) fue un cardenal español, arzobispo primado de Toledo. Fue anteriormente vicario general de Estepa, canónigo de Granada, maestrescuela de Toledo, diputado y senador, obispo electo de las órdenes militares de Calahorra y la Calzada, obispo de Jaén, prelado conciliar del concilio Vaticano I y arzobispo de Valencia. 

## Biografía

### Primeros años
Hijo de Nicasio Monescillo y María Viso, modestos labradores de Corral de Calatrava, pequeña localidad de la provincia de Ciudad Real, donde nació el 2 de septiembre de 1811 siendo bautizado al día siguiente y confirmado el 29 de diciembre de 1816 por monseñor Luis Gregorio López Castrillo, obispo titular de Lorima.
Todavía en su pueblo comienza a estudiar latinidad, siendo su profesor el dómine Celestino Novalvos, profesor secularizado de la Orden de los Camilos, quien a su vez, en vista de sus cualidades, lo pone bajo la protección de Lorenzo Hernández Alba, deán de Toledo y paisano de Monescillo. A los doce años comenzó sus estudios en Toledo y los continuó con gran aprovechamiento hasta obtener los grados de licenciado en Cánones y doctor en Teología.
Su carrera académica fue brillante, como dicen sus informes: asistía a clase “con puntualidad, aplicación y aprovechamiento”, poseía “en todos (los) conceptos instrucción sólida, apoyada en la verdadera doctrina”. Las calificaciones obtenidas confirman estos informes: Sobresaliente en los exámenes de Bachillerato (4 de junio de 1835), Licenciatura (20, 28 y 29 de octubre de 1839) y Doctorado en Teología (29 de noviembre de 1840).
De su estancia como catedrático en Teología Pastoral en Toledo hay que destacar su amistad con el poeta Zorrilla, siendo posiblemente Monescillo quien persuadiera al poeta a dejar sus estudios jurídicos para dedicarse por completo a la poesía. Otro de sus grandes amigos seglares y posiblemente el más influyente en Monescillo es León Carbonero y Sol, fundador, propietario y director de la revista La Cruz y, acaso el más notable publicista del catolicismo español de la segunda mitad del siglo XIX. Del grupo de Monescillo es el también publicista eclesiástico Juan González, chantre de la catedral de Valladolid. Ellos constituyen uno de los más importantes focos del naciente periodismo católico español, siendo Monescillo el decano del periodismo católico.
A partir de 1833 comienza a recibir las Órdenes Sagradas. El 25 de septiembre de este año, al admitirle el título de Congrua, era ya tonsurado. El domingo de la Trinidad del año siguiente le fueron conferidas las Órdenes Menores por el obispo de Oaxaca (México) monseñor Abella, en el Convento de las Capuchinas de Madrid. Juan José Bonel y Orbe, que por entonces ocupaba la sede cordobesa le ordena de Epístola el 4 de abril y de Evangelio el 19 de septiembre de 1835, siendo ordenado de sacerdote en 1836, a la edad de 25 años, celebrando su Primera Misa en la Iglesia de Santa Cruz de Madrid.
Por su amor al estudio y viva inteligencia, se granjea el aprecio de sus profesores, que quisieron tenerle a su lado, y así, desempeñó varias cátedras en el Seminario de Toledo, hasta que en 1835 obtuvo por oposición un curato de dicho arzobispado, aprobando “con una de las principales censuras”.
Dotado de una vasta cultura y maestro del habla castellana, fue el cardenal Monescillo un orador de primer orden y un escritor notable. Desde su juventud publicó en los periódicos gran número de bien documentados artículos en defensa de la religión, que halló en él uno de sus más celosos propagadores. Sus pastorales son modelos en su género, y otro tanto se puede decir de sus Sermones y Panegíricos, reunidos en seis tomos. Publicó un vasto número de escritos, por ello incluimos al final, para no ir citando a cada año varios libros, una bibliografía de forma cronológica, aunque si aparecerán citadas de forma algunas de sus obras debido a su importancia literaria o pastoral.
Como se ha dicho, pronto se dio a conocer por sus cualidades periodísticas, colaborando en publicaciones, como El Católico o El Pensamiento Español, pero en 1842 Monescillo funda junto a Juan González el diario La Cruz,  en el cual colaboran el marqués de Berriozábal, Roca y Cornet, Manuel de Jesús Rodríguez (figura importante de la Nunciatura), Crespo (primero, obispo auxiliar de Toledo, y luego, de Mondoñedo) y el gran García Cuesta, futuro cardenal de Santiago. Poco después colaboran con Pedro de la Hoz en el recién fundado diario La Esperanza. Es en este grupo donde se fragua y perfila la vocación de publicista de Monescillo que, con el paso del tiempo y su brillante carrera eclesiástica se convertirá en el portavoz oficioso del episcopado español ante el Trono. Pero su carrera periodística se vio interrumpida en 1842 a consecuencia de los disturbios que ocasionaron su exilio y el de otros sacerdotes toledanos.
Desde 1836 se hallaba vacante la sede de Toledo, el 30 de enero fallecía el cardenal Inguanzo y la reina María Cristina había presentado para sucederle a Pedro González Vallejo, el cual no era del agrado de Roma. Tal era el desagrado que cuando muere en 1842 aún no había entrado en la diócesis y a su muerte se quiso nombrar sin más, vicario capitular al que había sido su provisor, Golfanguer, como si se tratase de una normal y legitima sede vacante. Pero un grupo de sacerdotes se oponía a esta lesión de los derechos de la Santa Sede y firmaron una Representación a la Reina que fue redactada por Monescillo. La respuesta oficial no se hizo esperar: fueron detenidos cuarenta de los firmantes. Monescillo, aconsejado por sus amigos, huye a Madrid, ocultándose por buhardillas, escapando de un sitio para otro a fin de no comprometer a nadie, pasando auténtica hambre, pero aun encontró tiempo y modo para seguir escribiendo artículos. Pero la situación no podía prolongarse, y decidió presentarse espontáneamente a las autoridades, siendo desterrado eligió como residencia San Sebastián. Posiblemente pensaba huir a Francia, como así realizará. El exilio le adherirá poco a poco a toda la facción antiliberal y conservadora de la Iglesia española, y a corto plazo le permitió estudiar y ponerse en contacto con la cultura católica francesa.
Con la mayoría de edad de Isabel II y la entrega por parte de esta del poder a los moderados, bajo el gobierno de Narváez, y en vista de los buenos informes que se dan del desterrado, Monescillo entra de nuevo en España. Vuelto de Francia, continúa sus tareas literarias y periodísticas.
El 13 de marzo de 1849 fue nombrado “Vicario General y Juez Eclesiástico Ordinario de la Villa de Estepa (Sevilla) y su Estado, vere nullius nec intra límites alicuius Dioecesis, con territorio propio separado, inmediatamente sujeto a la Sede Apostólica”. Aquí es donde comienza su preparación, propiamente dicha, como pastor y hombre de gobierno, pues en la práctica era un cargo casi episcopal. Contaba treinta y seis años y junto a su cargo y al desempeño del oficio de Examinador Sinodal en varias diócesis, es nombrado caballero de la Orden de Carlos III, con fecha del 2 de julio de 1849 y comunicado a Monescillo el 16 de agosto del mismo.
Al quedar suprimido este Vicariato sevillano en 1852 por el Concordato de 1851 fue nombrado canónigo de Granada,  pasando el 5 de septiembre de 1853 por permuta su canonjía granadina con el canónigo de Toledo Rafael Aguilar a la Catedral de Toledo,  donde fue promovido el 6 de abril de 1858 a maestreescuela por Cirilo de Alameda y Brea, arzobispo de Toledo, donde quiso dedicarse de nuevo al profesorado y volvió a ocupar la cátedra de Teología en el Seminario conciliar de Toledo.
En este periodo de formación y docencia del que sería arzobispo de Valencia el papa Pío IX promulga el 8 de diciembre de 1854 el dogma de la Inmaculada Concepción de María, donde se encuentra una expresión adecuada de veneración a dicho dogma en Valencia con la composición de la Felicitación Sabatina por Juan García, el 5 de marzo de 1859, en la capilla del Seminario, a los pies del célebre lienzo de la Patrona, obra de Ribalta.

### Obispo de Calahorra y La Calzada (1861–1865)
En 1861 es preconizado obispo de Calahorra y La Calzada por el papa Pío IX, recibiendo la consagración episcopal el 6 de octubre de 1861 en las Salesas Reales de Madrid, de manos del cardenal Cirilo Alameda, arzobispo de Toledo. Los consagrantes fueron: Francisco Landeira, obispo de Cartagena, y Clemente de Jesús Munguía, obispo de Michoacán (México), siendo apadrinado por el Marqués de Estepa y actuando como testigos dos compañeros del cabildo toledano. A partir de este momento Monescillo irá convirtiéndose en uno de los principales dirigentes de la Iglesia Católica española de la segunda mitad del siglo XIX.
Toma posesión por poderes de la diócesis el 12 de octubre del mismo, entrando en la diócesis cuatro días después. En esta etapa la diócesis de Calahorra le toca a Monescillo vivir el mayor acontecimiento por el que pasaría la diócesis, aunque tiene un matiz negativo y doloroso, pues está vinculado a la desmembración pendiente de ejecución ordenada por el Concordato de 1851,  que dispone en su artículo 5.º la conveniencia de trasladas la sede a Logroño y que se cree la diócesis de Vitoria a base principalmente de territorio calagurritano.
Al poco de llegar a Calahorra, comienza su actividad pastoral escrita. El 1 de noviembre de 1861 firma su pastoral de ingreso en la diócesis; y junto a los saludos y bendiciones de rigor, ofrece su adhesión a la Exposición que Costa y Borrás escribió en contra de los desvíos antirreligiosos de la prensa.
El primero de enero de 1862, publica su pastoral sobre La Tolerancia, pastoral en la que se realiza un ataque afilado y duro contra los Gobiernos centralistas de O'Donnell, que tratan de sobrevivir y dar continuidad a la situación permitiendo una mayor holgura de expresión al liberalismo progresista y al librepensamiento. En este documento se alude al periódico Irurac-bat, citando algunos párrafos del mismo, incursos en la condena de esta pastoral. El periódico Irurac-bat se apresuró a presentar sus disculpas con total sumisión e integridad católica. Y muy probablemente se refería a este incidente un despacho del nuncio Barili al cardenal Antonelli en el que se estimaba que Monescillo había molestado a algunos de sus diocesanos por cierta imprudente provocación.
Las pruebas de sus magnos y elocuentes dotes de orador se irán desarrollando en este obispado, pues es requerido en solemnes ocasiones en este periodo episcopal y como muestra de su buen hacer dos de sus intervenciones merecieron pasar por la imprenta.

### Obispo de Jaén: diputado, senador y prelado conciliar (1865–1877)

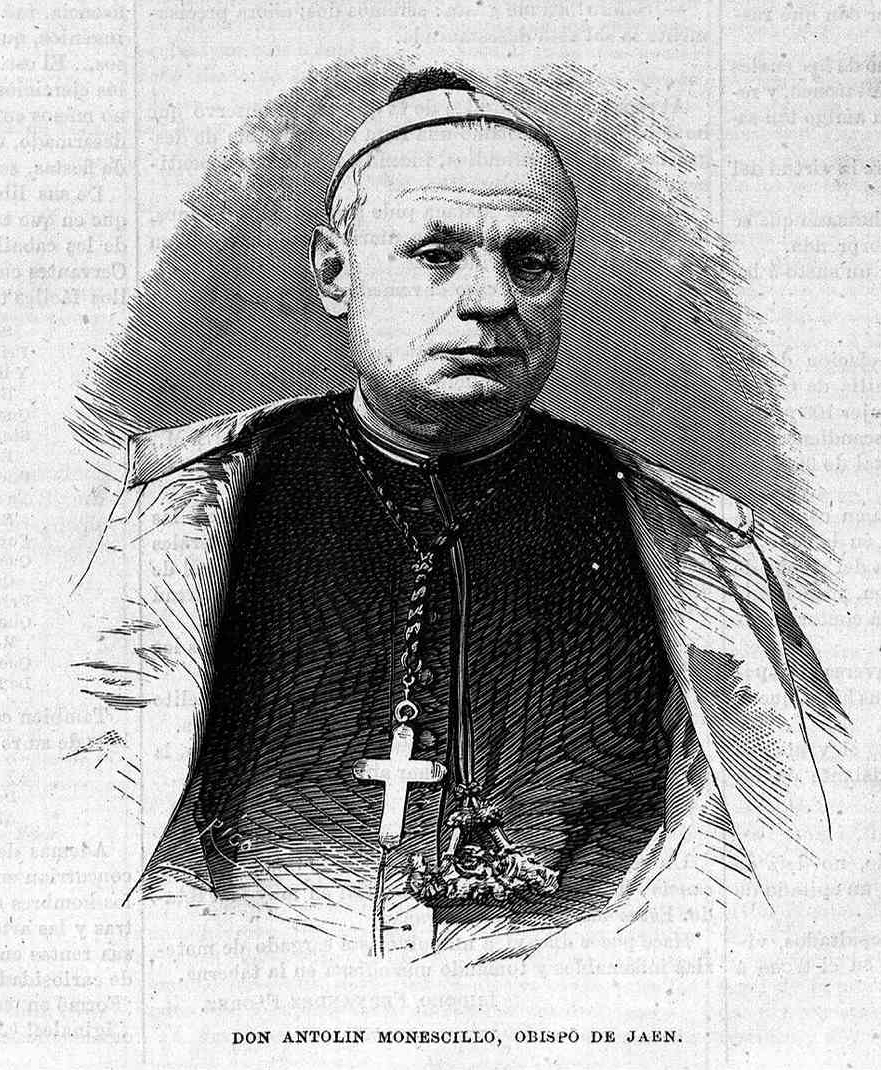
Antolín Monescillo hacia 1870, como obispo de Jaén.

En el año 1865 es promovido a la sede episcopal de Jaén, entrando en ella a la edad de 54 años el día 27 de junio del mismo, esta va a ser una época en la que va a luchar en varios campos, aunque especialmente en el sexenio y en el Concilio Vaticano I. Esta va a ser para el recién electo obispo de Jaén una dura etapa de actividad sin descanso, y a consecuencia de esta actividad va a ser noticia dentro y fuera de España. En una palabra: éste es el “Obispo de Jaén”. Sin más. Basta esta generalidad para que todos los españoles y bastantes extranjeros sepan que se habla de Antolín Monescillo y Viso.
El nuevo obispo de Jaén se puso manos a la obra en dos frentes: el clero y el pueblo, pues como informa al Nuncio: “Muy pronto, esta provincia, no movida ni excitada hasta hoy, dará muestras de que vive en ella la fe”
Se trabajó con el clero comienza por el Cabildo, ya que a los pocos meses de la toma de posesión consiguió de la Reina el tratamiento de Excelencia para el Cabildo, además de tener frecuentes deferencias con ellos: haciéndoles pequeños regalos,  presidiendo algunas de sus sesiones y preocupándose de su situación económica en los años difíciles del Sexenio revolucionario y a comienzos de la Restauración, interponiendo en ocasiones su influencia ante los políticos de Madrid.
Nuestro prelado se dedica pastoralmente a emanar cartas pastorales con el fin de lograr un clero que fuese ejemplar en su ministerio, de recta formación y a la altura de lo que las circunstancias requerían, para que viviese modestamente y poder así iluminar cristianamente las conciencias.
Llevaba más de la mitad del territorio diocesano recorrido en Visitas Pastorales en octubre de 1866, tan solo 15 meses más tarde de su toma de posesión, Visitas que se prolongarán a su vuelta del Concilio Vaticano I, al igual que bajo la Interinidad y la I República, gracias a estas Visitas Pastorales se contribuye a mantener la fe del pueblo, pues la fe popular fue uno de los objetos de trabajo llevados a cabo por el prelado de Jaén.
Otra de sus preocupaciones, como sucederá en Valencia, fue el Seminario. En esta diócesis había dos seminario: el de la capital y el de Baeza, este último bien dotado, sobre todo en cuanto a biblioteca.
El Seminario de Baeza no pudo resistir la penuria que asoló a la Iglesia española durante el Sexenio: al no haber fondos para las cátedras de 5.º y 6.º de Teología, sus alumnos pasaron al de Jaén, y el de Jaén resistió a base de becas y de una reducción de alumnos, siendo pues éste el más beneficiado de los esfuerzos llevados a cabo por Monescillo, pues el Seminario de Baeza cerró parcialmente.
En el año 1868, como se indicó anteriormente se llega al Sexenio, siendo este un periodo revolucionario, en el cual se inician persecuciones y abusos a la Iglesia. En Madrid, Barcelona, Salamanca y en otros muchos lugares se procedió al cierre de iglesias, a la quema de edificios religiosos, al saqueo y a la destrucción de objetos. Se embargaron los fondos de la sociedad de San Vicente de Paúl.
Monescillo encaja la Revolución de 1868 con un comportamiento equilibrado y cauto, teniendo por consigna “al Cesar lo que es del Cesar”, consigna que se encargó de extender al clero y a los fieles de la diócesis.
En este convulso ambiente es elegido diputado por Ciudad Real de las Cortes Constituyentes de 1869 convocadas por el Gobierno provisional. Acepta esta delicada investidura con el propósito de defender la unidad católica,  aislándose completamente de las luchas políticas, ajenas a su carácter y al ejercicio de su sagrado ministerio.
Durante los periodos de preparación de la nueva Constitución de 1869, se habla de una inminencia por decretar la libertad de cultos, debido a la recepción de sumas económicas por parte del protestantismo extranjero. Para protestar contra esto, varios prelados asisten a las cortes, a la vez que se forma la Asociación de Católicos, presidida por el marqués de Viluma, el cual logra reunir tres millones y medio de firmas a favor de la unidad católica. Dichas firmas son presentadas por los prelados en las Cortes el 6 de abril, pero fue en vano, pues en la sesión del 26 de mayo fue sancionada la libertad de culto. Por toda la geografía española se realizaron desagravios públicos y voces elocuentes como la de Monescillo y la del canónigo magistral de Vitoria, Don Vicente Manterola, que se enfrentaron a la parte contraria defendida por Castelar.
Al llegar la discusión de la totalidad del proyecto constitucional Monescillo creyó necesario tomar parte en ella, y lo hizo en las sesiones del 13 y 14 de abril de 1869 en los términos siguientes:

«La nación española, y en su nombre las Cortes Constituyentes, desean restablecer la justicia, afianzar su libertad y la seguridad y desenvolver la prosperidad en bien de cuantos viven en España.» ¡Qué nobilísimo intento el de la comisión! Esa es vuestra aspiración, es la mía, esa es la de todo el que siente la justicia y la equidad; nunca le agradeceremos bastante a la comisión este arranque de nobleza y de verdadera rectitud de miras: ¿quién no querrá ir a dónde la comisión le quiera llevar? ¿Quién no querrá establecer la justicia, afianzar la libertad y la seguridad, y desenvolver la prosperidad en bien de cuantos moran en España? Señores, establecer la justicia, ¡cosa santa, cosa grande, cosa admirable!

Mi antigua escuela decía que una de las propiedades trascendentales era el unum, la unidad. ¿No es verdad esto? Yo no comprendo la variedad de religiones: si todas son iguales, no hay ninguna religión: voy a decir sinceramente cuál es en esta materia el pensamiento cristiano, cuál es el pensamiento pagano, cuál es el pensamiento político, y al llegar a este punto, será cuando entre a examinar el proyecto de Constitución.
Oigo a un pagano, gloria de la elocuencia y de la literatura, quien acercándose ya al cristianismo, habiendo visto los primeros albores de la luz, de esa luz magnífica que irradia, de Nuestro Señor Jesucristo, decía a los que andaban dando culto a diferentes dioses: «Dejaos de locuras, dejaos de insensateces: aut Deus non est, aut unus est; o no hay Dios, o es uno. ¿No es verdad, señores diputados, que hiere la grandeza de este pensamiento? Pluralitas Deorum nulitas Deorum: a pluralidad de Dioses, nulidad de Dioses; a pluralidad de religiones, nulidad de religiones.
Ved, pues, por qué yo vengo a apoyar la unidad religiosa, porque creo que si todas las religiones son falsas, no hay moral verdadera: la moral se asienta en la religión.

El diputado que os dirige su humilde voz no habla en nombre de la Iglesia, porque no representa ni es digno de representar a la Iglesia. En la Iglesia católica no hay Iglesia española, ni francesa, ni italiana: hay dos palabras que no caben en el catolicismo, aunque el catolicismo es muy grande, muy vasto, universal, que todo lo abarca. ¿Sabéis cuales son esas dos palabras? El yo y el nosotros; el yo no cabe en la Iglesia católica; el nosotros no cabe en la Iglesia católica.

La actuación de Monescillo en el Congreso a favor de la unidad católica fue muy comentada, y muy especialmente la primera parte de su discurso, que tuvo una amplia y favorable resonancia en la prensa española de todos los bandos.
En esta época de revolución político-religiosa, Monescillo marcha en agosto de 1869 a Roma para participar en el Concilio Vaticano I junto con Muñoz Garnica, perito conciliar nombrado por el Papa, y un familiar. Tras un periodo de descanso en su pueblo natal, reemprende el viaje a Roma el 11 de noviembre, llegando a destino el 27 del mismo.
Las Actas del Concilio dejan constancia de su asistencia a las tres primeras Sesiones Públicas y del permiso para ausentarse que le fue concedido el 5 de abril “tum ob valetudinis incommoda, tum ob Ecclesiae suae necessitates”.  Así, entre agosto de 1869 y abril de 1870 desarrolla toda su actividad conciliar, siendo uno de los prelados españoles que desplegó mayor actividad en las sesiones conciliares, como nos narra García Gil, arzobispo de Zaragoza. Aparte de ser uno de los prelados que más se movió dentro de la ciudad de Roma, junto a Caixal, obispo de Urgel, para organizar las actuaciones españolas en el aula conciliar.
Fue elegido para la Diputación De Fide, una Diputación, en palabras del obispo de Salamanca, que estaba compuesta “entre lo más selecto de todos ellos (los padres conciliares), puesto que en ella se tratan las cuestiones de fe, que son las más arduas y difíciles, y por consiguiente de altísima importancia”.
Tuvo un discurso al debatirse la cuestión del esquema De parvo Catechismo presentado por el Concilio, pues propugna la adopción de un texto único para la enseñanza catequética en la Iglesia universal. Su discurso fue una disertación docta y discreta desarrollando en ella toda una lección de teología tomista, defendiendo los derechos del Papa y trazando una historia de la catequesis española,  aparte de enfrentarse como contrapunto a la autoexaltación a la que acababan de entregarse algunos franceses en el Concilio,  en plena casa materna de la Iglesia, en la cual las únicas exaltaciones que deben oírse son las glorias de la misma Iglesia. 
Estando aun en Roma Monescillo es proclamado rey de España Amadeo de Saboya, al cual estos años de Interinidad la vida en España se le hace imposible y renuncia a la Corona española al mediodía del 11 de febrero de 1873 volviendo a Italia, para que ese mismo día fuese declarada la I República.
La actividad de Monescillo como hombre público a la vuelta de Roma, a finales de abril de 1870 continua, siendo nombrado senador por Vizcaya en 1871 durante el periodo de Interinidad de Amadeo de Saboya, nombramiento que acepta y que a su vez interpreta como un encargo de enaltecer la enseña de Dios, Patria, Rey y Fueros.
Convoca un Sínodo diocesano que cuenta con la adversidad de las condiciones políticas que imperaban en España durante esta época. El Sínodo se celebra entre el 15 y el 17 de mayo de 1872, siendo el primero desde el celebrado en Jaén desde 1624. La intención del Sínodo fue la de intentar aplicar en la diócesis jienense los principios del Syllabus y del Concilio Vaticano I. Atendiendo más en concreto a la situación española e intentando responder a las nuevas situaciones creadas por la legislación eclesiástica emanada en el periodo del Sexenio. Sobre todo se preocupa de lo tocante a la libertad de cultos, los matrimonios civiles y los cementerios.
La proclamación de la I República en 1873 fue muy bien recibida por un amplio sector de la sociedad española, pensando que el nuevo sistema de gobierno resolvería todos sus problemas, dando una significación a la República tales como orden, progreso, libertad y justicia. Pero he aquí que el gobierno republicano fue incapaz de resolver nada y al caer el gobierno de Pi y Maragall, el movimiento cantonalista y disgregador se extendió por toda España, como ocurre en Valencia y Alcoy.
Monescillo se enfrenta al Ministro de Gracia y Justicia republicano en 1873 debido a la supresión de la jurisdicción de las Órdenes Militares, cuya validez era puesta en tela de juicio por el Gobierno. En relación con este asunto tomó providencias contra los que se negaran a aceptar lo ordenado en el motu proprio Quo gravius. Otro enfrentamiento con el Gobierno fue el mantenido con Ruiz Zorrilla, jefe del Gobierno, debido al intento de someter a la censura de la autoridad civil todas las pastorales, edictos y demás disposiciones que emanaran los prelados españoles a la vez que se procedía a la incautación de los archivos eclesiásticos. 
En este periodo los ataques a la unidad española fueron feroces y el anticlericalismo llega a cotas impensables. Salmerón avergonzado por como se desarrollaban los hechos abandona la presidencia de la República en la que solo pudo mantenerse durante cuarenta días. Aquello pues, no podía acabar de otra manera: Castelar, queriendo poner orden para salvar la República recibe el 2 de enero de 1874 el golpe de Estado del general Pavía,  el cual toma el palacio de las Cortes haciendo huir a los diputados republicanos al oír los primeros disparos y acabando así la I República. A estos hechos sigue un gobierno provisional que nada pudo remediar, a la vez que tuvo que luchar con los carlistas que triunfaban en Bilbao y Cuenca.
En el campamento militar de Sagunto (Valencia), el general Martínez Campos proclama rey de España el 29 de diciembre de 1874 a Alfonso XII, hijo de Isabel II. El nuevo rey desembarca después en Barcelona y visita Valencia, ciudad esta en la cual se le tributa una triunfal recepción, para posteriormente ser reconocido en Madrid,  asumiendo la presidencia del gobierno Cánovas del Castillo, el cual se apresura a arreglar lo más pronto posible la mala situación religiosa creada en los años anteriores: envió embajador ante la Santa Sede y derogó la ley del matrimonio civil.
Llegamos con ello a la Restauración, periodo en el cual se organiza la vida política en dos partidos políticos: el conservador y el liberal, los cuales se irán turnando en el poder de forma pacífica y periódica. Ambos tenían la misma política económica y las diferencias entre ellos eran pocas, solo que los liberales se distinguieron por su anticlericalismo, haciendo suyas todas las insolencias, burlas e insultos que se hicieron a la Iglesia.
En este periodo se reconoce la confesionalidad del Estado español con una simple tolerancia a los otros cultos. Sin embargo, el malestar no desapareció del todo. En 1876 la Restauración era ya un hecho que parecía duradero, se trataba de una democracia puramente formal, aunque con una decisiva influencia caciquista, especialmente de los gobernadores civiles, falsificadores magistrales de los resultados electorales. Cánovas del Castillo logra aprobar una Constitución que duraría 50 años,  pero muchos de los problemas de fondo quedaban por resolver, como es el caso de los carlistas, los republicanos y especialmente el problema obrero, que con el paso de los años la Iglesia valenciana irá paliando, como se verá en el desarrollo de los acontecimientos del pontificado de Monescillo.

### Arzobispo de Valencia (1877–1892)

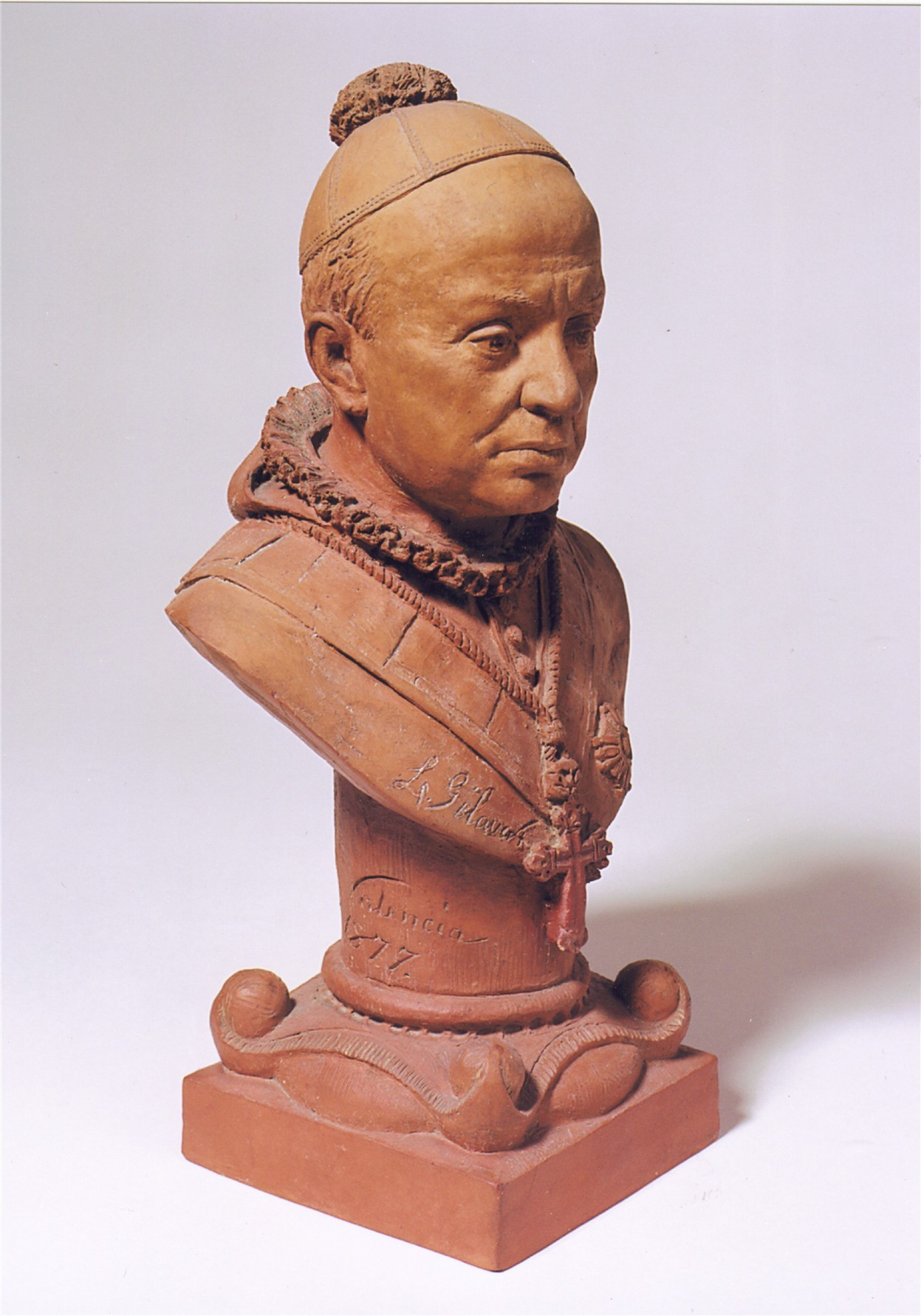
Busto en terracota del cardenal Monescillo, Museo de Bellas Artes de Valencia.

En 1877 fue propuesto por el Gobierno conservador para la sede arzobispal de Valencia, de la que toma posesión el 5 de octubre del mismo año, haciéndosele un solemne recibimiento. En esta diócesis durará mucho tiempo el recuerdo del prelado, que supo ganarse el afecto y respeto de todos en una época difícil y llena de dificultades.
Pero ¿cuál era el clima que reinaba en Valencia a la llegada de Monescillo? retrocedamos 5 años atrás en la vida política de Valencia.
Con la caída del gobierno de la I República de Pi y Maragall en 1873 el movimiento cantonalista y disgregador se extendió por las dos ciudades más importantes de la archidiócesis: la capital Valencia y Alcoy.
El 19 de julio de 1873 se constituyó en el Paraninfo de la Universidad la Junta Revolucionaria con el objeto de satisfacer las aspiraciones modernistas y progresistas fracasadas de la I República, y el 22 del mismo a las puertas de la casa Vestuario, ante un gentío enloquecido se declara el Cantó Valencià.
Nicolás Salmerón, en contra de sus convicciones recurre al ejército para la pacificación de Valencia y el día 25 de julio se declara el sitio a la ciudad de Valencia. La población alarmada y atemorizada se refugia en sus casas, en templos parroquiales y una muchedumbre corre a refugiarse a pueblos cercanos, especialmente al Cabanyal y a Alboraia. Por su parte la Junta Revolucionaria se instalará en el Aula Capitular de la Catedral.
Pero a lo largo de una semana la insurrección no se había apaciguado, por lo que el General Martínez Campos da la orden de bombardear la ciudad, sembrando así el pánico entre los insurrectos. Los cabecillas más destacados abandonan Valencia huyendo en barco a Cartagena, quedando en quince días destruida la expectativa independentista.
Con la llegada de la Restauración y la organización de la vida política en dos partidos políticos y el sistema de alternancia en el poder de forma pacífica y periódica, como ya se dijo se llega en Valencia a las elecciones generales de 1876, 1879 y 1884, las cuales fueron ganadas, todas ellas por los conservadores. A los liberales les correspondían las elecciones de 1886. Por su parte la Iglesia valenciana, representada por el arzobispo Monescillo, exhortaba a los fieles a no votar por los candidatos librecultistas, citando a su favor las enseñanzas de Pío IX contenidas en el Syllabus, en las que se rechaza la libertad de culto. Pero esto no impidió que los liberales salieran triunfadores y que los anticlericales publicaran sus panfletos, revistas, sainetes, en los que se realizaba todo tipo de mofa a los Dogmas, a los religiosos y sacerdotes; plasmando magistralmente Blasco Ibáñez estos hechos en su novela Cañas y Barro, el cual a sus veintitrés años (1889) era ya un agitador consumado, considerado en el campo político como un espíritu diabólico, debido a su marcado anticlericalismo, con facilidad de palabra para arrastrar a las clases medias y a los estamentos populares contra la monarquía y la Iglesia. Los sacerdotes veían en el republicano Blasco Ibáñez la encarnación del mal, pues eran atacados con dureza y sin piedad, siendo su huella muy profunda en Valencia y en los pueblos periféricos.
En este clima revuelto dedica Monescillo los primeros meses de su pontificado a recopilar toda la información posible sobre el estado de la archidiócesis y fiel a su táctica comienza a trabajar con el clero, dedicando grandes atenciones al Cabildo, como ya hiciera en Jaén; preocupándose de que al Cabildo le fueran concedidas distinciones exteriores: el título de Excelencia a la Corporación, insignias especiales a los capitulares, etc. Pero no solo se dedica a los gestos externos, pues se dedica a reformar los Estatutos y el Reglamento, en los que introduciría más tarde algunos cambios, a petición y a favor de los Beneficiados. Hechos estos que hacen suponer la fidelidad que obtendría de los canónigos, aunque hay indicios que hacen suponer que al final del pontificado de Monescillo algún sector se distancia del prelado. Con respecto a los sacerdotes de la diócesis, actúa según el estilo adoptado en Jaén: realiza concursos de curatos, escribe circulares, entre otras iniciativas.
Su primera gran tarea pastoral en la archidiócesis valentina en el transcurso de 1878, consiste en el inicio de la visita pastoral a las parroquias de la capital y del colegio mayor de la Presentación, que no había sido visitado desde hacía 120 años. Trasladándose posteriormente a Alcoy, por ser la ciudad más importante de la archidiócesis, en la cual también se desarrolló en afán independentista de 1873.
El 15 de mayo de 1878, de común acuerdo con los obispos sufragáneos, presenta en las Cortes una Suplica y Observaciones sobre el proyecto de Bases para las Leyes de Instrucción Pública. En ellas, Monescillo defiende una mayor influencia del principio religioso y la intervención del episcopado en la redacción de las leyes y reglamentos que dieran lugar dichas Bases.  
Durante este periodo, nuestro arzobispo promueve la iniciativa de enviar al Papa escritos colectivos, por provincias eclesiásticas, que luego se transformarían en el mensaje del episcopado español a León XIII. Esta iniciativa de Monescillo tuvo una buena acogida en la Nunciatura y en la Secretaría de Estado de la Santa Sede, pues en estos escritos se mostraba la reacción compacta y favorable de los obispos ante la importante intervención papal en los asuntos de importante gravedad que se iban sucediendo en España. Dos fueron las intervenciones colectivas del episcopado español en el siglo XIX, a raíz de graves problemas en la vida político – religiosa: la primera intervención tuvo lugar el 1 de enero de 1870, cuando los prelados residentes en Roma protestaron contra la introducción del matrimonio civil y la segunda fue el 6 de enero de 1883, en cuya intervención enviaban los obispos españoles su adhesión a la encíclica publicada por León XIII Cum multa.
Sin embargo, la encíclica Cum multa sirvió para poco, porque las disensiones entre los católicos españoles no solo no terminaron tras la intervención del papa, sino que se agudizaron. Las implicaciones de los intereses políticos en los asuntos eclesiales eran tan frecuentes e intensas que difícilmente se podían apagar las pasiones y escindir los campos. 
Los católicos liberales, escasos y desorganizados, carecían de apoyo eclesial, y tuvieron que enfrentarse durante decenios con el bloque monolítico del carlismo – tradicionalismo – integrismo, que con sensibles variaciones ideológicas y políticas ha estado presente en la historia de la España hasta nuestros días. Mientras el catolicismo liberal fracasaba en España, aunque el sector más cerrado e intransigente del área confesional consiguió afianzarse en el terreno de la lucha política.
La intervención de León XIII fue, con todo, importante y significativa porque por primera vez en la historia de la Iglesia española contemporánea, un pontífice levantó la voz, de forma solemne, para denunciar una situación deplorable de los católicos, del clero y de los obispos: la falta de unidad,  por la que tanto luchaba Monescillo. Esta unidad no se logró, de ahí el fracaso de la encíclica.
Con respecto al Seminario Central, Monescillo nada más llegar a Valencia se entrevista con el provincial de los jesuitas, el padre Vigordá, para ofrecerles tres cosas: que escogiesen un templo en la ciudad para ejercer allí sus ministerios, que fundasen una residencia en el palacio del santo Duque en la ciudad de Gandía, y finalmente, que se hiciesen cargo de la dirección del Seminario. Lo único que consiguió el prelado, y tras muchas dificultades, fue lo segundo. El clero valentino y algunos jesuitas se oponen al protagonismo que el nuevo arzobispo quería dar en la ciudad a los jesuitas. Así el arzobispo abandona el proyecto, presionado también por algunos canónigos que no veían con buenos ojos las intromisiones de los religiosos en la institución del Seminario. Los jesuitas que comenzaron a trabajar en él en 1877 se van retirando discretamente hasta desaparecer por completo en 1879. Con la retirada de los jesuitas del Seminario se demuestra que las relaciones entre ellos y el clero, con el prelado a la cabeza, se habían deteriorado: junto a los recelos personales existen razones políticas que ensombrecieron estas relaciones, pues los jesuitas atribuyen el fracaso del Seminario a la remoción de su rector Luis Badal, amigo de estos y conocido carlista. Entre Badal y Monescillo no faltaron las tensiones, si bien el prelado lo nombró miembro de la comisión preparatoria de la peregrinación romana de 1882 y le propuso en varias ocasiones para el episcopado.
La salida de los jesuitas del Seminario coincide que el 4 de agosto de 1879 se promulga la encíclica Aeterni Patris en la cual León XIII apostaba por una renovación de la educación de los futuros pastores con el impulso del estudio del tomismo. En esta labor de difusión del tomismo Monescillo colabora activamente desde Valencia, gracias en cierta medida al buen hacer del presbítero y profesor del Seminario Niceto Alonso Perujo. En diez años se culminaron en Valencia importantes obras dentro de ese empeño católico por la restauración e implantación del tomismo, las tres siguientes a cargo de Niceto Alonso: una nueva edición latina anotada de la Summa Theologica de Santo Tomás,  su complemento Lexicon philosophico-theologicum  y el Diccionario de ciencias eclesiásticas,  que dirigió junto con Juan Pérez Angulo, también profesor del Seminario.
A excepción de estas iniciativas científicas de Alonso Perujo son muy escasos los vestigios de un resurgir tomista entre el clero valentino. Es cierto que desde el curso 1879 – 80 las lecciones filosóficas y teológicas se adaptan a las enseñanzas de santo Tomás de Aquino, aunque, en realidad, el tomismo se enseñaba en el Seminario Conciliar de Valencia desde su restauración en 1845, cuando fue introducida en el mismo la Facultad de Teología, suprimida de la Universidad civil. Todas las tesis y proposiciones a defender por los candidatos a grados estaban inspiradas en la doctrina de santo Tomás y en los libros de la Summa.
El empeño del profesor y sacerdote Alonso Perujo sirvió únicamente para asentar unas bases, pues no hubo continuidad ni se consiguió formar una escuela, aunque Monescillo insistió sobre la línea tomista impuesta por León XIII, prueba de ello será la reafirmación que realizará en el Concilio provincial de 1889 sobre la necesidad de enseñar y explicar la doctrina del Doctor Angélico en el Seminario, tal y como versaba la encíclica Aeterni Patris. También en el Seminario valenciano se cuidaba mucho la formación clásica, indicio de esta preocupación formativa son las ediciones de escritores latinos que se hacen para uso de los seminaristas, como es el caso de la Nueva edición de clásicos latinos compilada por F. Genovés Burguet,  obras en su mayoría patrocinadas por Monescillo. Junto a la formación tomista y clásica de los seminaristas el Seminario contaba con uno de los mejores Gabinetes de Química, la biblioteca era excelente y los edificios en general estaban bien acondicionados.
La noche del 3 al 4 de junio de 1880 se inaugura en la capilla de la comunión de la parroquia de San Bartolomé la Adoración Nocturna,  fundada en París en 1848; rápidamente se extiende el movimiento por la capital, creando nuevos turnos que en pocos años alcanzan a ser más de 30, situados en las principales parroquias e iglesias. Junto a los turnos de la Adoración Nocturna se fomenta también la celebración de vigilias extraordinarias en fechas litúrgicas señaladas, surgiendo las XL Horas, que alcanzarán también gran difusión, propiciada desde Roma por el papa León XIII.
En febrero de 1883, Gregorio Gea Miquel con la ayuda de varios compañeros funda el Patronato de la Juventud Obrera, que empleó como albergue de seminaristas pobres y escuela nocturna de doctrina cristiana para aprendices de los distintos oficios. Gea presentó la naciente institución al arzobispo, aprobando sus estatutos el 29 de mayo de 1884. En este mismo año, nuestro prelado concede la autorización para abrir una casa a la hoy   Beata Juana María Condesa Lluch, con el fin de dar la necesaria asistencia espiritual, intelectual y material a las obreras y la atención a los pobres. Recibiendo en 1892 la aprobación diocesana del Instituto, naciendo en este periodo la Congregación de las Esclavas de María Inmaculada, periodo en el que la mujer comenzaba a introducirse en la vida laboral española.
Además de conceder el permiso para la fundación del Patronato de la Juventud Obrera y de la apertura del Instituto a las Esclavas de María Inmaculada, Antolín Monescillo protege como arzobispo la fundación y expansión de congregaciones religiosas tales como las Terciarias Capuchinas de la Sagrada Familia y los Terciarios Capuchinos de Nuestra Señora de los Dolores y de las Hermanas de la Doctrina Cristiana, congregación dedicada a la enseñanza de la doctrina cristiana a la juventud y atender a los enfermos.
Además de propiciar la creación de nuevas congraciones y obras de carácter social y educativo a favor de los más pobres y desfavorecidos, Monescillo intentó, al igual que hizo con el Cabildo y el clero, ganarse las simpatías del pueblo valenciano cultivando de modo especial todo lo relacionado con la devoción a la Virgen de los Desamparados, ya que su capilla era, junto con la catedral, el centro de la religiosidad de los valencianos. Con dicho propósito alcanzó, tanto para la catedral como para la basílica de la Virgen de los Desamparados honores y privilegios. Pío IX concede cien días de indulgencias a los fieles que invocasen a la Inmaculada venerada en la catedral, templo al que León XIII, a instancias de Monescillo, otorgó el título de basílica;  con respecto a la Virgen de los Desamparados, consiguió una reforma de sus celebraciones litúrgicas; además de dotar a la capilla con un órgano, considerado por aquel entonces, el mejor de España. A instancia suya, el papa León XIII, declaró patrona de Valencia y de su reino a la Virgen de los Desamparados, aunque esto fue el reconocimiento oficial de una situación de hecho.
A este capítulo de congraciarse con el pueblo valenciano, hay que citar todo lo que el arzobispo realizó en pro de cuatro ilustres personalidades de la diócesis: su intento fallido de pedir a Roma que su predecesor en la cátedra, santo Tomas de Villanueva, fuese declarado Doctor de la Iglesia. En el transcurso de 1881 celebró solemnemente el III centenario de san Luis Bertrán. Con respecto a sor Inés de Benigánim introdujo en Roma el proceso de beatificación. Finalmente, dedicó un gran interés por la causa de beatificación de la fundadora de las Adoratrices, la que fuera vizcondesa de Jorbalán, sor María Micaela del Santísimo Sacramento, fallecida en Valencia durante el cólera de 1865, designando un tribunal diocesano para recabar información sobre sus virtudes en 1889, y dos años después trasladando sus restos mortales al convento de las Adoratrices.
Todas estas iniciativas tenían, como se ha dicho, una evidente finalidad pastoral y formaron parte de la actuación de Monescillo en el terreno pastoral, que durante estos primeros años de pontificado, como se ha visto, fueron muchas y muy variadas, pero ya en los sucesivos años, bien por enfermedad, bien por vejez, su agenda pastoral va reduciéndose sustancialmente.

### Cardenal y arzobispo de Valencia (1884–1892)
El papa León XIII, sin duda conmovido y asombrado por el activismo tomista desplegado desde la diócesis valentina, ayudado por el sacerdote Niceto Alonso, decidió premiar al arzobispo Monescillo creándole cardenal, en el consistorio del 10 de noviembre de 1884, con el título de San Agustín In urbe,  habiéndole impuesto la birreta cardenalicia el rey Alfonso XII. Hasta el año 1885 mantuvo el arzobispo un ritmo intenso de visitas, pero a sus setenta y cuatro años y debido a un sobresalto que se llevó en Carlet, donde estuvo a punto de ahogarse debido a la crecida inesperada del río, se ve obligado a reducir su actividad pastoral, terminando de esta forma la primera etapa de su pontificado, durante la cual pudo recorrer y predicar con su habitual brillantez en la inmensa mayoría de los pueblos.
En 1885 otra peste se cebó sobre la ciudad de Valencia, causando cerca de cinco mil muertos, provocada por las deficiencias sanitarias de las aguas y la crisis alimenticia provocada por la mala cosecha del arroz. En estos años, 1886–87, de escasez terrible que asolaba a la región valentina, nuestro prelado no solo consiguió con su elocuencia despertar la caridad de los ricos, sino que, predicando con el ejemplo, empeñó sus alhajas y hasta su paga para atender al socorro de los desvalidos, como ya hiciera en Jaén cuando vendió su propio automóvil. 
El ya cardenal arzobispo de Valencia, convoca un Concilio provincial que se celebra en octubre de 1889. Este sería el III Concilio provincial y a su vez, el primero que se celebra desde la época de Martín Pérez de Ayala en 1565. Durante los meses previos va nombrando a quienes serían los consultores, peritos, etc., intentándose rodear de los mejores. Como muestra citaremos que el 18 de septiembre nombra consultor conciliar al franciscano Luis Amigó y Ferrer,  fundador de dos congregaciones religiosas,  posterior Administrador Apostólico de Solsona y obispo de la misma, posteriormente obispo de Segorbe y cuyo proceso de beatificación a día de hoy está abierto.
En este III Concilio provincial de Valencia se ordena que en cada diócesis se establezca, en el menor tiempo posible un colegio, donde los hijos de familias pobres o menos acomodadas pudieran, abonando una módica pensión, morar en calidad de internos y seguir su vocación apartados del mundo. Esta disposición conciliar fue fácil de acatar en Valencia, pues la institución Colegio de San José de Vocaciones eclesiásticas cumplía con esta misión desde el año 1884, cuando el Seminario contaba con 1000 alumnos externos además del internado. Monescillo insiste, como se dijo, en la necesidad de explicar en el Seminario la doctrina del Doctor Angélico según la encíclica Aeterni Patris.
Junto a esta reforma educativa y estructural del Seminario, el Concilio provincial trató un tema candente de esos años: el integrismo, que amenazaba con crear una Iglesia separada, aunque posteriormente en los Decretos solo se tocó de pasada, al tratar otros asuntos;  junto al tema del integrismo incipiente se dictan normas disciplinares, se realiza una reforma de las costumbres y una impugnación de errores. Enviados los Decretos conciliares a Roma fueron aprobados y publicados en 1891 con unas mínimas correcciones de detalle.
En 1891, el cardenal Antolín Monescillo realizará una segunda reforma estructural del Seminario valentino, agregando al Seminario el Colegio de San José de Vocaciones eclesiásticas, como institución subsidiaria del Seminario, convirtiéndolo en instituto diocesano bajo la dirección de los Operarios Diocesanos, pero respetando el orden económico y administrativo. Los alumnos asistirían a las clases del Seminario acatando su reglamento y ordenando una separación entre los alumnos de Gramática y Filosofía. Las reformas del Seminario de Valencia llevadas a cabo por Monescillo llevan a afirmar de él que es “el primero, sin duda, de España, (y) uno de los más bien montados de Europa”.
Por su energía, su celo y su caridad inagotable, supo hacerse querer por todos. Fue un líder dentro del episcopado y así lo reconoció el propio papa León XIII en el consistorio del 11 de julio de 1892 preconizando al cardenal Monescillo para la sede primada, pese a haber superado los ochenta años.
Pero antes de marchar a la sede toledana, el cardenal Monescillo se despide de los fieles valencianos con palabras de elogio referidas al Seminario de Valencia, que el mismo reformó:
“A todas partes llega el crédito que bien adquirida tiene la instrucción sólida impartida a los jóvenes levitas en la escuela eclesiástica de Valencia; y nadie ignora la afluencia con que de varias diócesis de España acuden alumnos al central de este arzobispado para obtener títulos académicos, que ocupan como credenciales para sus ejercicios literarios otorgados al mérito por jueces hábiles y prudentes”.
Con estas palabras se despide un prelado que dejó honda huella, debido a que la actividad desplegada por Monescillo en Valencia no tenía antecedentes en ninguno de sus predecesores del siglo XIX. En la archidiócesis nadie se atrevió a discutir su prestigio, su recia formación, sólida cultura y su brillante oratoria. El 7 de agosto de 1892, tras despedirse de las autoridades y encareciéndoles que no hubiese solemnidades en su despedida, abandona Valencia.

### Cardenal arzobispo de Toledo y primado de España (1892–1897)
Vuelve Monescillo en su última etapa pastoral a sus inicios, a los años entrañables de su juventud, la ciudad que siempre amó y de la que había escrito, en Pensamientos:
“hay atmósferas en las cuales se ahoga quien no respira tradición y piedad. Roma y Toledo ofrecen este curioso espectáculo”.
Este nombramiento fue el sueño de toda su vida y se sintió muy feliz cuando llegó a Toledo. En su primera carta pastoral escribe que siempre quiso que Toledo fuese su sepultura. Y a un periodista de El Liberal declaró el 31 de octubre de 1894:

Yo no me encuentro a gusto más que en Toledo (…). Por este cielo y este país me intereso tanto, que preferiría ser sacristán de nuestra Primada que Arzobispo de Valencia

Pero antes de entrar en la diócesis de Toledo, se detiene unos días en Madrid, donde recibe el palio en la capilla privada del palacio madrileño de su gran amigo el Conde de Guaqui. Recibe el palio arzobispal de manos del hasta entonces obispo de Madrid, Ciriaco María Sancha, ya preconizado para sustituirle en Valencia.
Toma posesión de la diócesis por poderes el 12 de agosto de 1892, entrando en persona a Toledo el día siguiente. Llega a una diócesis grande, pero no inabarcable, 457 parroquias, atendidas por un buen número de sacerdotes, concentrados sobre todo en la capital. Solo la Catedral albergaba en su seno tres cabildos canonicales: el de la Iglesia Primada, el de la Capilla Real y el de la Capilla Mozárabe. Contaba también la diócesis con ocho conventos de religiosos, que Monescillo ampliará a diez, 56 de monjas de clausura y varios de religiosas de vida activa.
Los canónigos eran, vista la situación, una fuerza importante en la diócesis y, Monescillo que fue miembro del Cabildo Primado lo sabía. Para ello al igual que hiciera en las diócesis anteriores, intentó remediar en lo posible las posibles irregularidades e injusticias interesándose por la reforma de los Estatutos y logrando establecer una economía más racional y saneada.
Como hiciera en Jaén y Valencia, multiplicó sus deferencias con la corporación, reconstruye a sus expensas la Ermita de Santa María de la Cabeza, con el producto de sus sermones convirtió el lugar en un lugar de paseo y devoción lo que antes era teatro de miseria e inmoralidades. Posteriormente mandó edificar una casa aneja, que regaló al Cabildo para que los capitulares pudieran retirarse a ella a realizar los Ejercicios Espirituales. Después de muerto los albaceas de su testamento entregaron a la corporación capitular un pectoral y un anillo, ambos de valor, para que formasen parte del tesoro de la Virgen del Sagrario.
Con respecto al clero, atenúa las dificultades de los pontificados anteriores, convocando cinco concursos de curatos y defendiendo a sus párrocos contra el anticlericalismo y el caciquismo imperantes. Llegando inclusive a adelantar de sus fondos la paga de un mes para todos y cada uno de sus curas cuando vieron retrasadas sus nóminas, debido a un incidente con el Habilitado. 
Aunque alejado de la política desde muchos años antes, en los últimos tiempos de su vida evolucionó hacia el partido tradicionalista, y al ser autorizado el culto público de los protestantes, protestó por escrito. Se mostró partidario de la celebración de un Concilio nacional con la intención de definir de una manera precisa la división de lo temporal y lo espiritual.
Ya en los últimos años de su vida escribió una Salve a la que puso música el maestro Mancinelli, siendo interpretada por primera vez en el templo madrileño de San Francisco el Grande el 8 de diciembre de 1892.
En noviembre de 1894 publicó una carta dirigida al cardenal Vaughan, arzobispo de Westminster, defendiendo la política de reconciliación entre los anglicanos y el papado.
Estando convaleciente y en la cama, casi todo el tiempo, el cardenal no asiste ya desde 1894, a actos oficiales, ya no escribe obras extensas, sus Pastorales son más breves, menos densas y menos rigurosas que antes. Deja de leer la prensa y se entera de las noticias importantes por sus familiares, con la lógica de que algunas de sus actuaciones públicas están muy influidas por los puntos de vista de sus colaboradores.
El 28 de julio de 1897 recibe el Viático, debido a su grave estado, en una ceremonia que duraría hora y media y a la que asisten varias autoridades. Y el 7 de agosto se comunica oficialmente que Monescillo ha recibido la Extremaunción.
Ya en su lecho de muerte recibe la noticia del asesinato de Cánovas. Reuniendo fuerzas dicta desde la cama un telegrama a la Reina Regente, otro a la viuda y un tercero al General Azcárraga, que es el encargado de formar un nuevo gobierno. Este es el último acto de presencia de la persona que siempre estuvo atento a las relaciones Iglesia–Estado y a las vicisitudes por las que pasaba España.
Antolín, de la Santa Iglesia Romana Cardenal Monescillo y Viso, arzobispo de Toledo, primado de las Españas, comisario general de la Bula de la Cruzada en España, vicario general castrense, patriarca de las Indias Occidentales y capellán mayor de Palacio, fallece a la edad de 81 años, habiendo sido sin duda, el prelado más conocido de entre todos los españoles del siglo XIX, en la Ciudad Imperial a la una y veinte de la tarde del 11 de agosto de 1897, asistido por su obispo auxiliar.
Rápidamente se entera España, conmovida todavía por el asesinato del Presidente del Gobierno. Llueven los telegramas al Palacio Arzobispal: la reina, el nuncio, el secretario de Estado de León XIII, etc. Mientras revestido de pontifical, pasa sin cesar el pueblo durante los tres días que durará la capilla ardiente. La víspera de la Asunción, con honores de capitán general con mando en plaza, es conducido a su último reposo, la antecapilla de la Virgen del Sagrario, ante la que tantas veces había rezado de seminarista, entre los cardenales Alamena y Portocarrero. En representación de la reina asiste el intendente de la Casa Real, por el Gobierno, el ministro de Gracia y Justicia entre una gran multitud de gente que quería dar su último adiós al cardenal. Todos eran conscientes de que se daba sepultura a un luchador, a un Quijote que había quemado sus fuerzas por un ideal: la unión y la armonía de los católicos bajo la tutela de la Iglesia. Lo cual era justo que se produjese por lo menos al final de su vida, aunque fuese como símbolo efímero se pudo ver hermandados junto al féretro a hombres de todos los partidos políticos, las capas pluviales, los uniformes militares y las condecoraciones civiles junto a la gran multitud de pueblo: todo esto había sido el ideal de la vida de Monescillo.
| Predecesor: Cipriano Juárez Berzosa  | Obispo de Calahorra y La Calzada 1861 - 1865 | Sucesor: Fabián Sebastián Arenzana Magdaleno  |
| Predecesor: Andrés Rosales Muñoz     | Obispo de Jaén 1865 - 1877                   | Sucesor: Manuel María León González y Sánchez |
| Predecesor: Mariano Barrio Fernández | Arzobispo de Valencia 1877 - 1892            | Sucesor: Ciriaco Sancha y Hervás              |
| Predecesor: Miguel Payá y Rico       | Arzobispo de Toledo 1892 - 1897              | Sucesor: Ciriaco Sancha y Hervás              |